# Ludwig Wolf (Widerstandskämpfer)
Ludwig Wolf (* 1906; † 1981) war ein deutscher kommunistischer Widerstandskämpfer gegen den Nationalsozialismus, Häftling im KZ Buchenwald, VVN-Aktivist und Redakteur.

## Leben
Wolf trat in die Kommunistische Partei Deutschlands (KPD) ein und engagierte sich in der Zeit der Weimarer Republik gegen den aufkommenden Nationalsozialismus. 1935 wurde er in „Schutzhaft“ genommen, kam aber bald wieder frei und setzte seine illegale Widerstandstätigkeit fort. 1939 wurde er in das KZ Buchenwald deportiert und dem Arbeitskommando „SS-Schneiderei“ zugewiesen. Er wurde Mitglied des Illegalen Parteiaktivs der KPD und  beteiligte sich an der Vorbereitung der Häftlingsbefreiung. Wolf stand auf der Liste der 46 politischen Häftlinge, die von der SS am 6. April 1945 liquidiert werden sollten. Die Solidarität der organisierten Häftlinge rettet auch sein Leben.
Als die NS-Herrschaft beseitigt war, arbeitete er maßgeblich in der Organisation der Vereinigung der Verfolgten des Naziregimes (VVN) mit. Von 1977 bis 1981 war er Redakteur des Organs der befreiten Häftlinge „Die Glocke vom Ettersberg“.